# Baia di Fundy
La baia di Fundy (in inglese: bay of Fundy; in francese: baie de Fundy) è una baia sulla costa atlantica del Nord America, a nord-est del golfo del Maine, tra le province canadesi del Nuovo Brunswick e Nuova Scozia; una piccola propaggine bagna il Maine (USA). A sud-ovest è delimitata dalla penisola della Nuova Scozia.

## Nome
Il nome "Fundy" sembra risalire al XVI secolo, quando i portoghesi chiamarono la baia con il nome di "Rio Fundo", cioè "fiume profondo". La baia fu anche nominata Baye Française dall'esploratore e cartografo Samuel de Champlain nel 1604, nel corso di una spedizione guidata da Pierre Dugua, Sieur de Monts in un tentativo fallito di insediarsi sull'isola di St. Croix.

## Fiumi
Nella baia di Fundy sfociano numerosi fiumi:

### Dal Nuovo Brunswick
- Big Salmon
- Little Salmon
- Magaguadavic
- Memramcook
- Petitcodiac
- Quiddy
- Saint John
- Saint Croix
- Shepody
- Tantramar
- Upper Salmon

### Dalla Nuova Scozia
- Annapolis
- Avon
- Cornwallis
- Debert
- Farrell
- Salmon
- Shubenacadie
- Kennetcook

## Maree
La baia di Fundy è nota per le sue variazioni di marea che, assieme a quelle della baia di Ungava, nel nord del Québec, e all'estuario del fiume Severn, nel Regno Unito, sono le più ampie del mondo.
Gli oceanografi attribuiscono una tale ampiezza di marea ad una coincidenza di tempi: il tempo che impiega la prima grande ondata ad andare dalla bocca della baia fino al capo estremo e a ritornare è lo stesso impiegato all'arrivo della marea successiva. Durante il periodo di 12,4 ore, 115 miliardi di tonnellate di acqua attraversano la baia in entrata e in uscita. L'acqua sale di livello dai 10 ai 20 m.